# Silvija Aleksieva
Silvija Aleksieva, bolgarska šahistka in šahovska velemojstrica, * 1974, Bolgarija.